# Alur (K.M), Hukeri
Alur (K.M) là một làng thuộc tehsil Hukeri, huyện Belgaum, bang Karnataka, Ấn Độ.